# Nhà thờ Quyền tối thượng của thánh Phêrô
Nhà thờ Quyền tối thượng của thánh Phêrô là một nhà thờ Công giáo của Dòng Phanxicô tại Tabgha, trên bờ bắc của Biển hồ Galilee, Israel. Nhà thờ này tưởng niệm việc Chúa Giêsu trao Quyền tối thượng (quyền lãnh đạo Giáo hội) cho thánh Phêrô.

## Lịch sử
Những cuộc khai quật khảo cổ tại đây đã phát hiện nền của một ngôi nhà nguyện nhỏ có chiều dài 12 mét, chiều rộng 7 mét. Vào đầu thế kỷ 12, người hành hương Saewulf đã tường thuật: Ở chân núi có nhà thờ thánh Phêrô, đẹp nhưng bị bỏ hoang. Nhà nguyện này đã bị phá hủy vào năm 1263.
Nhà thờ hiện nay được các tu sĩ Dòng Phanxicô xây dựng năm 1933 trên một phần nền của một nhà nguyện cũ từ thế kỷ thứ 4.
Đức Giáo hoàng Phaolô VI - một trong các người kế vị thánh Phêrô - trong chuyến viếng thăm Đất Thánh năm 1964 đã tới viếng và cầu nguyện trong nhà thờ này.

## Mensa Christi
Trước bàn thờ chính có một khối đá dẹp gọi là "Mensa Christi" (bàn của Chúa Kitô). Theo truyền thuyết, thì Chúa Giêsu đã nướng cá trên than và dọn ra cùng với bánh cho các tông đồ ăn ở trên phiến đá này, khi Người hiện ra cùng các ông lần thứ 3 sau khi sống lại (Phúc âm Gioan 21: 9-15).